# Kristina Brenk
Kristina Brenk, także Kristina Brenkova, de domo Vrhovec (ur. 22 października 1911 w Horjulu, zm. 20 listopada 2009 w Lublanie) – słoweńska pisarka i tłumaczka, autorka książek dla dzieci.

## Życiorys
Urodziła się 22 października 1911 roku w Horjulu, gdzie się także wychowała. W szkole zakonnej nauczyła się niemieckiego, francuskiego, esperanto i stenografii. W latach 1931–1935 studiowała psychologię i pedagogikę na Uniwersytecie Lublańskim. Podczas II wojny światowej wstąpiła do Frontu Wyzwolenia Ludu Słoweńskiego, za co trafiła do więzienia w 1943 roku.
Po wojnie należała do założycieli wydawnictwa Mladinska knjiga, w którym następnie pełniła funkcję redaktorki literatury dla dzieci. Związała całe życie zawodowe z wydawnictwem, żegnając się z nim w 1973 roku, gdy przeszła na emeryturę. Założyła wiele serii wydawniczych dla młodego czytelnika, z czego niektóre prowadzone są do dziś. Tłumaczyła na słoweński baśnie i poezję dla dzieci, a także redagowała liczne zbiory zagranicznych i krajowych baśni. Pisała także własne książki dla dzieci, w których opierała się na własnych wspomnieniach z dzieciństwa i z okresu wojennego oraz inspirowała się rodzimymi tradycjami ludowymi. Dzięki Brenk literatura dla dzieci stała się przedmiotem studiów na wielu słoweńskich uczelniach. Brenk promowała również słoweńską ilustrację i wspierała słoweńskich intelektualistów, którzy byli wykluczeni przez komunistyczne społeczeństwo, dając im możliwość pracy w tłumaczeniu.
Zmarła 20 listopada 2009 roku w Lublanie.
Jej imieniem nazwano nagrodę literacką dla najlepszej słoweńskiej książki obrazkowej.

## Twórczość
Za źródłem:
- 1951: Mačeha in pastorka : igra za otroke v petih slikah
- 1953: Igra o bogatinu in zdravilnem kamnu : pravljica za šolarje v petih slikah
- 1956: Najlepša roža : igra v petih slikah po stari korejski pravljici
- 1958: Čarobna paličica : pravljična igra v petih slikah
- 1960: Golobje, sidro in vodnjak
- 1963: Dolga pot
- 1964: Ko si bil majhen
- 1969: Osma dežela
- 1972: Deklica Delfina in lisica Zvitorepka
- 1973: Kruh upanja : Prežihovemu Vorancu ob osemdesetletnici : 1893–1950–1973
- 1973: Prva domovina
- 1975: Srebrna račka – zlata račka
- 1975: Dobri sovražnikov pes
- 1977–1978: Spomini na otroštvo (2 tomy)
- 1981: Partizanka Katarina
- 1987: Srečanja z umetniki, Ljubljana
- 1996: Okna in okenca, Ljubljana
- 2001: Obdarovanja : izbrana kratka proza

## Tytuły
W 2007 roku została uhonorowana tytułem honorowego obywatela Lublany.